# Hell High
Hell High é um filme de terror estadunidense, lançado em 1989 e dirigido por Douglas Grossman.
Em DVD, o filme foi distribuído também como Raging Fury.

## Sinopse
Uma professora, ainda assombrada pela morte de dois adolescentes que ela mesma causou por tentar defender uma garota que estava sendo estuprada, é atacada em sua casa, sem chances de defesa.

## Elenco
- Maureen Mooney	.... 	Prof. Brooke Storm
- Christopher Stryker	 .... 	Dickens
- Christopher Cousins	.... 	Jon-Jon
- Millie Prezioso	.... 	Queenie
- Jason Brill	.... 	Smiler
- Kathryn Rossetter	.... 	Treinadora Sandy Hand
- J.R. Horne	.... 	Coach Heaton